# Principado de Tarragona
Recibió el nombre de Principado de Tarragona una concesión de gobierno feudal otorgada por el obispo San Olegario en 1128 a Roberto de Aguiló con autorización del Papa, como donación efectuada por Ramón Berenguer III, conde de Barcelona, para repoblar y hacer fructíferas las tierras de la antigua sede tarraconense y el campo de Tarragona de su entorno, que habían quedado despobladas durante la dominación musulmana.
A la muerte del obispo concesionario, Oleguer de Barcelona, las donaciones habían de ser de nuevo pactadas y el obispo que le sucedió, Bernardo Tort propuso un nuevo acuerdo de cesión cuyos términos no satisficieron a Roberto de Aguiló y el nuevo arzobispo, con la aprobación del papa León IX, restituyó el gobierno de estas tierras al dominio del conde Ramón Berenguer IV de Barcelona en 1151.

## Origen histórico: la "Cruzada" de Tarragona y la reconquista catalana
La región de Tarragona era en el siglo XI un territorio fronterizo entre los catalanes cristianos del Norte y los musulmanes del Sur. Se hallaba sometido a la soberanía del Califato de Córdoba (hasta su desmoronamiento) y del Reino musulmán de Tortosa, posteriormente.
En julio de 1089, el papa Urbano II se dirigió al conde de Barcelona, como princeps de Cataluña, así como a los obispos, nobles y barones catalanes, para que emprendieran la reconstrucción de Tarragona y poder proceder a la restauración de la metrópoli eclesiástica, otorgando los privilegios y prebendas eclesiásticas que se concedían a los cruzados peregrinos de Tierra Santa. 
Sin embargo, a esta llamada a la "Cruzada" (reconquista cristiana) de Tarragona contra los musulmanes no respondió el soberano catalán con excesivo entusiasmo, ya que la región era una tierra "de nadie", abandonada y despoblada, que ya había sido objeto de anteriores e infructuosos intentos de reconquista. Así, en 1090, el conde de Barcelona, Berenguer Ramón II el Fratricida, hizo una solemne "donación de la Ciudad y el Campo de Tarragona a Dios y al Príncipe de los Apóstoles y su Vicario", según afirma Josep Iglesias en su obra "La restauración de Tarragona".[cita requerida] Estas concesiones de los derechos de tierras aún por conquistar eran habituales en la sociedad feudal peninsular. Así ocurrió por ejemplo con concesiones de derechos de Lérida para cuando fuera conquistada a la sede episcopal de Roda-Barbastro. El Papa Urbano II creó entonces una orden militar de caballeros sometida a los agustinianos, encargada de dar impulso a la incorporación tarraconense a la Iglesia Católica. No obstante, a pesar de diversos intentos, estos caballeros cruzados, procedentes de toda la Europa occidental, no alcanzaron el objetivo militar de acabar con la resistencia musulmana en la región de Tarragona.
No fue, en cambio, hasta el año 1116 cuando las tropas catalanas del conde de Barcelona, Ramón Berenguer III, tomaron la ciudad de Tarragona a las musulmanas. No obstante, quedaron en la zona pequeños reductos de resistencia musulmana, que habían huido a refugiarse en poblaciones de la Sierra de Prades (en fortificaciones y castillos ubicados en las cimas de las montañas, siendo el caso de Siurana el más paradigmático).
El 23 de enero de 1117 de la Encarnación, o sea, el año 1118, el conde Ramón Berenguer III daba la ciudad y el campo de Tarragona al obispo Oleguer de Barcelona, el que sería después ascendido al altar con el nombre de San Olegario. Resulta significativa la afirmación efectuada en aquel traspaso definitivo de la antigua (e Imperial) Tarraco (Tarragona), que se la declaraba "destruida y desierta, sin cultivos ni inquilinos". 
Con la intención de proceder a su inmediata repoblación y a restaurar el poder de la Iglesia sobre la Sede Metropolitana de Tarragona, el obispo Oleguer de Barcelona (San Olegario) buscó la ayuda entre los nobles guerreros cristianos que habían acudido a la llamada de la Cruzada. Fue así como contactó y entregó la ciudad y región de Tarragona a un caballero normando: Robert de Colei, conocido más tarde como Robert d'Aguiló, en calidad de Príncipe de Tarragona.

## Robert d'Aguiló, concesionario del territorio pontificio a título de «príncipe de Tarragona»
El 14 de mayo de 1129, el obispo Oleguer de Barcelona firmó la carta de cesión de la soberanía de la Ciudad y el Campo de Tarragona, a Robert Bordet de Cullei, confiriéndole el título de «príncipe de Tarragona». Se trataba de un caballero normando que después de casarse en segundas nupcias con la hija de un noble catalán pasaría a ser conocido como Robert d'Aguiló -forma catalanizada de su lugar de nacimiento Cullei o Acullei (actual Rabodanges en Orne, Francia)
Esta cesión de soberanía era, realmente, un pacto feudo-vasallático, del que quedaban excluidos los bienes eclesiásticos. La región de Tarragona se constituía, por tanto, como un territorio en tenencia o donación feudal subordinada al arzobispado y a Ramón Berenguer III, con el obispo Oleguer Bonestruga presidiendo la metrópolis eclesiástica tarraconense y, tras rendir homenaje al prelado, con Robert d'Aguiló gobernando «la honor» o tenencia bajo el título de príncipe de Tarragona, en calidad de defensor y protector. Es decir, lógicamente, contando con el beneplácito tanto del Papa Gelasio II -al que Oleguer de Barcelona había acudido a prestar obediencia en 1117- y del conde de Barcelona, Ramón Berenguer III, como conde de Barcelona y quien, en última instancia, era el señor al que se infeudaba el tenente de esta región tarraconense (Oleguer de Barcelona era muy próximo a la Casa de Barcelona).
A partir de la infeudación de Tarragona, los normandos, comandados por Bordet, se instalaron en la ciudad. Robert Bordet aprovechó una antigua torre romana todavía en pie, la actual Torre del Pretorio, para establecer su castillo. Se iniciaba así un primer proceso de colonización de la ciudad, dirigido sobre el terreno por Robert, pero controlado desde Barcelona por el arzobispo Oleguer y el conde Ramón Berenguer III.
Robert d'Aguiló fue un auténtico príncipe guerrero, un caballero medieval que reclutó soldados en su Normandía natal para consolidar el poder cristiano sobre la región. Encomendó parte de las tierras tarraconenses en vasallaje a diferentes caballeros cristianos, quienes tenían como objetivo repoblar la región. De esta época proceden buen número de las actuales localidades del Campo de Tarragona.

## Fin de la donación: asesinato de Guillem d'Aguiló promovido por el arzobispo
La situación en Tarragona se complicó con la muerte del obispo Oleguer y la elección de su sucesor. En 1146, el nuevo arzobispo, Bernat Tort, un hombre de confianza del conde de Barcelona, fue nombrado en la ciudad. Se iniciaba así un proceso marcado por los continuos conflictos jurisdiccionales entre el Príncipe de Tarragona y el nuevo arzobispo de Tarragona, que debían acordar la renovación de la concesión de las tierras tarraconenses, con el consenso del conde de Barcelona.
En 1149, el Príncipe Robert d'Aguiló, cedió el gobierno a su hijo Guillem, intentando hacer heredad del señorío vitalicio donado en Tarragona. Este acto fue rechazado por el arzobispo Bernat Tort, quien consideraba que el verdadero derecho a nombrar un sucesor al Príncipe le correspondía a la Iglesia Católica, pues Tarragona pertenecía, realmente, al Arzobispado de Tarragona, según había establecido el conde de Barcelona, Ramón Berenguer III, en el año 1118.
En 1151 el arzobispo hizo retrodonación de todos sus derechos sobre Tarragona a Ramón Berenguer IV, conde de Barcelona y príncipe y dominador de Aragón, pero el príncipe Robert no lo aceptó. En 1153, sin embargo, se alcanzó un acuerdo entre todas las partes implicadas, culminando con la renuncia a la tenencia de Tarragona de Robert d'Aguiló, quien optó, obviamente, por no enfrentarse al poderoso princeps catalán y a la alta jerarquía de la Iglesia.
Robert d'Aguiló murió entre 1154 y 1157 (no es segura la fecha), pero es segura la desaparición de facto et de iure del principado de Tarragona en esos años, por cuanto el arzobispo de Tarragona había devuelto al conde de Barcelona sus derechos sobre la ciudad y la región e, igualmente, el Príncipe Robert había renunciado en su favor en 1153.
No obstante, el hijo de Robert, Guillem d'Aguiló, que ya había sucedido a su padre en vida de éste, no reconoció su renuncia a la corona del principado de Tarragona y defendió sus derechos con las armas contra las tropas del nuevo arzobispo de Tarragona, Hugo de Cervelló, quien también era vasallo del conde de Barcelona, Ramón Berenguer IV.
Las disputas se mantuvieron, con mayor o menor intensidad entre Guillem d'Aguiló y el arzobispo Hugo de Cervelló hasta que en 1168, en Tarragona, se celebró un juicio en el que se consideró válida la renuncia de Robert, pero concediendo a la familia Aguiló el derecho de nombrar "veguerías" y "justicias" en la región de Tarragona. Esta concesión no gustó al arzobispo Hugo y aquel mismo año (1168) ordenó el asesinato en Tortosa de Guillem d'Aguiló. Sus hermanos, Robert y Berenguer d'Aguiló, acabaron por asesinar a su vez al arzobispo Hugo de Cervelló y tuvieron que exiliarse en Mallorca en 1171, imposibilitándose así, cualquier intento de reconstituir como señorío el principado de Tarragona, que había quedado definitivamente integrado en el Condado de Barcelona, bajo la soberanía del conde de Barcelona y princeps de Cataluña, así como de las Cortes Catalanas.

## El principado de Tarragona: concesión bajo la soberanía del conde de Barcelona
En el diploma de concesión al príncipe Robert d'Aguiló del principado de Tarragona se hace constar por 

el arzobispo donatario (14 de marzo de 1128) que ha recibido de Ramón Berenguer (III), «Illustris comes et marchio Barchinonensium et Provintiae» la ciudad y territorio que transmite, a los que convierte en este acto, «consilio et favore praedicti Raymundi Comitis, en Principatus del que al mismo tiempo instituye como Princeps a su nuevo vasallo.
Benito Ruano, art. cit., 1990, pág. 68.

Esto es, el conde de Barcelona Ramón Berenguer III establece, en palabras de Benito Ruano, un «extraño estado feudal» y transmite estas tierras a través del arzobispo a Robert d'Aguiló a título de princeps (que en el noroeste hispánico no tenía las repercusiones del norte europeo) infeudado al conde de Barcelona como «su nuevo vasallo»; y el territorio transmitido acabará siendo devuelto al Conde de Barcelona Ramón Berenguer IV. El conde de Barcelona era, efectivamente, el soberano de aquellos territorios. En una cita histórica, el profesor Eloy Benito Ruano recoge la forma en que el conde Ramón Berenguer IV firmó la aceptación de la renuncia a Tarragona por parte del arzobispo no solo como «comes Barcinonae, Tortosae, lllerdaeque marchio», sino también como «princeps Tarraconae et Aragonum» (Príncipe de Tarragona y Aragón), si bien el sentido de estos princeps remitían a su capacidad para ejercer el poder, y no a que fueran un «Principado» entendido como una entidad política o estado medieval independiente. Aragón era un reino, gobernado por Ramón Berenguer IV a título de princeps; y el campo de Tarragona, un territorio dependiente del conde de Barcelona que la Iglesia cedió a Robert d'Aguiló con el título de «princeps».
Eloy Benito Ruano plantea, como conclusión, cuál es la «naturaleza y calidad de Principado tan sui generis» y señala como una de sus más destacadas características «La escasa entidad o consideración jerárquica que por esta vez parece haber merecido el título de Príncipe y el de Principado, en su contexto hispánico, a los protagonistas.»
Por último, en la nota 48 a pie de página del citado artículo de Benito Ruano (1990, pág. 70), que juzga «congruente con cuanto llevamos consignado respecto al Principado tarraconense», se aduce la afirmación de un trabajo de L. J. McCranc (quien escribió la tesis doctoral Restoration and reconquest in medieval Catalonia: The Church and the Principality of Tarragona): «Princeps, in Catalan usage, had a generic meaning perhaps different from northern interpretations of what the title entailed» (princeps, en su uso catalán, tenía un significado genérico quizás diferente de lo que por tal título se interpretaba más al norte).